# Ане
Дворец-замок Ане́ (фр. Château d'Anet;  [ʃʌto d anɛ], иногда [ane]) — этапное произведение Французского Ренессанса, спроектированное Филибером Делормом. Немногочисленные элементы архитектурного комплекса, которые уцелели после Французской революции, расположены в департаменте Эр-э-Луар. Шато получило исключительную известность благодаря своей первой владелице — Диане де Пуатье. С 25 марта 1993 г. поместье обладает статусом памятника истории.

## История замка

### Предыстория
Земля Анетум упомянута в начале XII века в картулярии шартрского аббатства Сен-Пер-э-Валле (фр. Saint-Père-en-Vallée). В то же столетие была сооружена феодальная четырёхбашенная крепость с круглым донжоном. В ней останавливался в 1207 году Филипп Август, перед атакой Нормандии из-за близости границы с последней — реки Эр. Эту крепость разрушили в 1378 году по приказу Карла V, после восстания Карла Злого, сеньора Ане. За бывшими конюшнями и сегодня сохранились следы того сооружения.
В декабре 1444 года Карл VII даровал своему верному советнику, камергеру Пьеру де Брезе́, сеньориальные права на четыре владения, в числе которых Ане, за заслуги последнего в войне против англичан и, особенно, за завоевание Нормандии.
Сын Пьера де Брезе — Великий сенешаль Нормандии Жак — построил в Ане около 1470 года дом, кирпичную кладку стен которого оттеняли детали из тёсанного камня. Он находился за существующей ныне часовней. Довольно унылое по отзывам сооружение украшали люкарны с декором в стиле пламенеющей готики и лестничная башня. Рядом располагались конюшня и псарня.
Жак де Брезе женился на единокровной сестре Людовика XI Шарлотте де Валуа — дочери Карла VII и Аньес Сорель. В 1477 года в небольшом замке Рувр (фр. Rouvres), в лье от Ане, Жак застал супругу в постели с оруженосцем. После на телах любовников насчитали более 100 ударов меча разъярённого супруга. Приговорённый к смерти, господин де Брезе был однако помилован, но всё его имущество и должности отошли королю, а впоследствии недвижимость возвращена его сыну Луи. Спустя три года после воцарения Карл VIII отменил приговор в отношении Жака де Брезе, вернув ему титулы и звания.
После кончины Жака в 1490 году Луи де Брезе унаследовал титулы графа Молеврие, сеньора Ане, Великого сенешаля Нормандии и Главного егермейстера Франции, став таким образом одним из высокопоставленных лиц государства. Овдовев (первая супруга Катрин де Дрё) Великий сенешаль пятидесяти шести лет от роду 29 марта 1515 года сочетался браком в присутствии короля Франциска I, королевы и «Сеньории» с пятнадцатилетней Дианой де Пуатье.
Супружеская пара часто посещала Ане, которое Великий сенешаль любил за близость лесов Дрё, богатых дичью. Переняв вкусы мужа, Диана заслужила репутацию заядлой и искусной охотницы, что впоследствии активно использовала в создании мифа о себе и в оформлении замка Ане. Франциск I несколько раз приезжал в замок. Историки считают, что именно здесь было принято решение о женитьбе младшего сына короля на племяннице папы Климента VII. 23 июля 1531 года Людовик де Брезе скончался в Ане.

### Дама Оленя. Создание Ане
Через некоторое время после кончины супруга Диана стала фавориткой Генриха Орлеанского, сумев сохранить привязанность принца до его гибели, несмотря на двадцатилетнюю разницу в возрасте. В 1546 г. Филибер Делорм представляет заказчице планы переустройства замка Ане. В 1547 г., за несколько недель до смерти Франциска I, приступают к осушению болота, устройству садов, фундаментов и подвалов замка и служб. Архитектор, ставший к тому времени Главным управляющим королевских зданий, должен сам следить за строительством. Так хочет король. «Он гневался на меня, когда я не приезжал туда достаточно часто» — писал Делорм. Ане стал первым во Франции архитектурным комплексом, где партерный парк, созданный в итальянском стиле, был центрирован относительно фасада дворца; создание сада было поручено известному в то время садовнику Жаку Молле, который на примерах парка Ане обучал садоводству своего сына, Клода Молле, ставшего впоследствии главным садовником у трёх королей Франции. В следующем году завершают центральный жилой корпус, продолжающий старый особняк де Брезе, который Диана пожелала сохранить. В 1550 г. возводят правое (восточное) крыло и дворцовую капеллу, в 1551 г. — левое (западное) крыло, а знаменитый портал Ане — в 1552 г. Эта дата окончания строительства вырезана на замковом камне ворот.
В главном корпусе размещены покои Дианы и короля, в левом другие жилые апартаменты. Правое крыло включает просторный зал, называемый «Галереей Дианы», скрывающий со стороны курдонёра вход в часовню. Эта церковь, представляющая в плане греческий крест, — один из первых во Франции примеров центрического сооружения, пространство которого полностью перекрыто куполом. Уже современники признавали её выдающимся творением, Дюсерсо, кроме как на общих планах и перспективах замка, дал отдельно план часовни и её разрез в книге 1556 г. «Прекраснейшие здания Франции». За боковыми крыльями располагались малые дворы: один из них, ограниченный старым замком де Брезе, выходил монументальными «Воротами Карла Злого» на дорогу Улен (фр. Oulins) и украшен фонтаном «Нимфа Ане». Центр западного двора, окружённого оранжереей и вольерами, отмечал фонтан со знаменитой группой «Диана и олень», долгое время приписываемой Жану Гужону (ему же, как считалось, принадлежал декор часовни, однако скульптор никогда не работал в Ане). Сегодня оригинал хранится в Лувре, как и фигура Дианы, работы Бенвенуто Челлини с тимпана въездных ворот Ане.
Наконец, ниже главного корпуса, расположился сад, разбитый на 24 квадрата, засаженных овощами, душистыми травами и цветами. На пересечении аллей устроили два фонтана из белого мрамора. Сад окружён галереей с двухэтажными павильонами на дальних от замка углах. За ней, у опоясывающего усадьбу рва — зал для пиршеств и балов. Таким поместье зафиксировал Андруэ Дюсерсо в 1556 г..
В оформлении портика центрального корпуса Делорм впервые во Франции применил классическое чередование ордеров: дорический в колоннаде галереи первого этажа, ионический в бельэтаже и коринфский во фронтоне кровли. В центральной нише последнего Диана поместила статую Великого Сенешаля, с латинской посвятительной надписью. Подчёркивая свою непогрешимость владелица пожелала украсить люкарны, фронтоны и печные трубы не только своими символами целомудренной богини (полумесяцами), но и символами скорби и траура (кенотафами), ни чуть не смущаясь их соседства с переплетёнными вензелями H и D. Внутренние углы курдонёра архитектор украсит башенками на тромпах — приём, только появившийся в зодчестве французского Ренессанса.
В украшении интерьеров приняли участие знаменитые мастера той эпохи: эмальер Леонар Лимозен, керамист Массео Абакен, художник Жан Кузен-отец.
Замок Ане стал блестящим образцом французской архитектуры Возрождения, где само здание замка строилось с учётом прилегающего парка, что являлось оригинальным для той эпохи решением. Неслучайно этот шедевр заслужил восторженные отзывы Рабле и Жоашена Дю Белле.
Замок Ане создавался не только для демонстрации богатства и могущества владелицы, но и как некое программное произведение, развивающее в аллегорическом ключе миф о вечно юной Диане (что должно было способствовать удержанию восторженного возлюбленного); и этой последовательно развиваемой мыслью предвосхитил, конечно в значительно более скромном масштабе, солярную идею Версаля.
После внезапной гибели монарха на глазах у жены и любовницы, последовало неизбежное падение герцогини Валентинуа. Король ещё не испустил последний вздох, а Диана уже вынуждена вернуть короне драгоценности, подаренные им. Она высылается от двора, затем лишается замка Шенонсо, однако это скорее символический реванш Екатерины Медичи: взамен Дама Оленя получает даже более доходное поместье — замок Шомон. На большее в отношении Дианы не решились. Королева посчитала, что мудрее не доводить ту до отчаянья. В конце концов, единственным наказанием бывшей фаворитки стало унижение.
Вдова Великого Сенешаля удалилась в Ане, с той поры посвятив себя управлению своими многочисленными вотчинами.
В 1564 г. флорентийка предприняла атаку на герцогиню, обвинив её в присвоении значительных сумм, полученных со сборов налога на соль в царствование Генриха II. Однако Диана, благодаря сохранившимся связям сумела отбиться. Вероятно, это происшествие дало ей повод задуматься о вечном. В тот же год она приступила к строительству надгробной капеллы в Ане и составила подробнейшее завещание. Летом 1565 г. она сломала ногу, но нашла в себе силы осенью отправиться в Дофине. Вернувшись в Ане, в конце октября Диана приняла в замке Брантома (очарованный ею, он впоследствии завершит формирование легенды о Даме Оленя).
После внезапной болезни на шестьдесят седьмом году жизни 25 апреля 1566 г. Диана де Пуатье скончалась в Ане.

### После Дианы

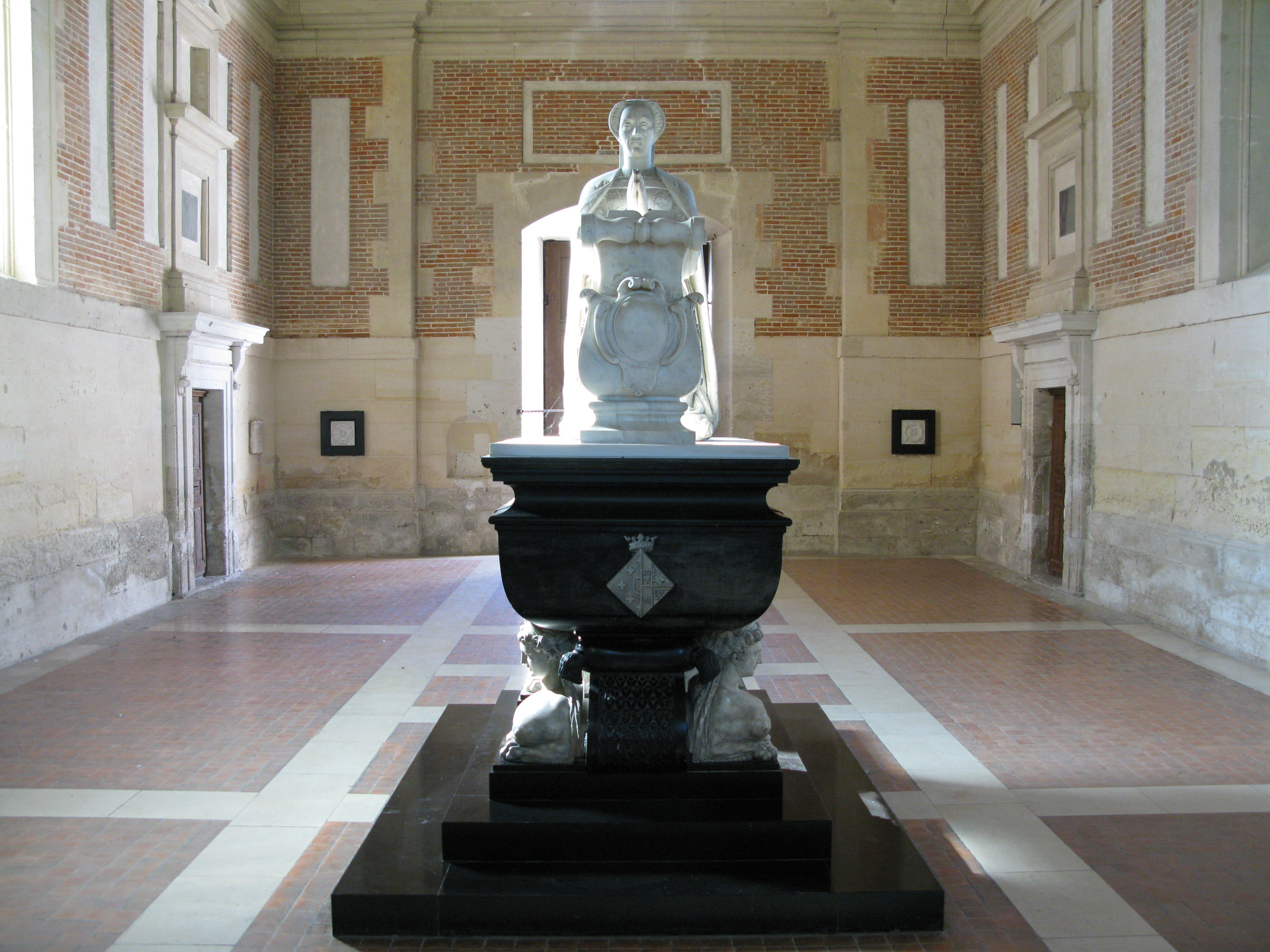
Интерьер погребальной капеллы. Архитектор К. де Фуке.

Вторая дочь покойной Луиза, герцогиня д’Омаль, наследует сеньорию Ане. В 1567 г. замок посещает Карл IX. Продолжается строительство погребальной часовни из кирпича и камня архитектором Клодом де Фуке. В 1576, Луиза де Брезе, вдовствующая уже три года, оставляет замок своему сыну Карлу Лотарингскому, второму герцогу д’Омаль. Первый шаг нового владельца — освящение погребальной часовни и торжественное захоронение бабки, Дианы де Пуатье, тело которой осталось до тех пор в приходской церкви (1577 г.). Церемонией, на которой присутствовали все дети и внуки покойной, руководил Николя де Ту, епископ Шартрский.
В 1581 г. в капелле замка Генрих III и Екатерина Медичи участвуют в крестинах одного из детей Карла Лотарингского. Герцог расширяет приходскую церковь, в 1583 г. в парке замка устраивает монастырь кордельеров. В том же году король возводит сеньорию Ане в княжеское достоинство.
Во времена религиозных войн Карл Лотарингский находится среди самых ожесточённых противников будущего Генриха IV. После поражения Лиги он бежит за границу, в Брюссель. Парламент за союз с испанцами объявляет его изменником и приговаривает к смертной казни, а замок Ане к разрушению с вырубкой окрестных лесов. Генрих IV, в духе политики умиротворения, отменяет этот шаг. К тому же он благосклонен по отношению к супруге беглеца, Марии Лотарингской, у которой гостит с королевой за несколько недель до своей смерти. Разлучённая с мужем герцогиня д’Омаль под нажимом кредиторов вынуждена продать в 1615 г. замок Марии Люксембург, герцогине де Меркёр (1562—1623) супруге Филиппа-Эммануэля Лотарингского (1558—1602).

### Сезар де Вандом
Дочь герцогини де Меркёр, Франсуаза Лотарингская, выходит замуж за Сезара де Вандома. Благодаря жене, Вандом наследовал в 1623 г. Ане, но проведя полжизни в заговорах против первых министров Франции, он больше жил в бегах за границей, замок же для него становился временами то укрытием, то местом ссылки. Герцогиня же Вандом продолжала жить в Ане, где и умерла в 1669 г., через четыре года после мужа, оставив поместье внуку. Среди этих перипетий, замок часто остаётся заброшенным, плохо содержится и немногочисленные усилия Сезара, когда наступают передышки в его полной приключений жизни, не достаточны для поддержании дома Дианы в хорошем состоянии.

### Маршал

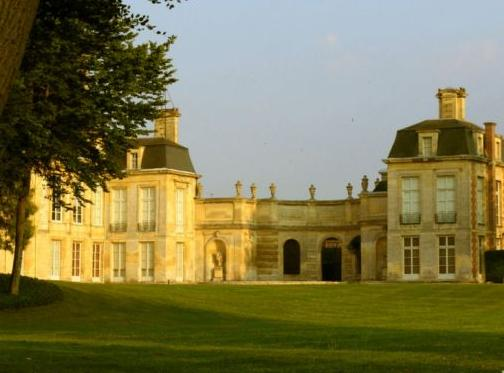
Павильоны маршала Вандома. Архитектор К. Дего.

Луи Жозеф де Вандом, знаменитый маршал, принявший участие в почти всех компаниях Людовика XIV, ещё в возрасте 24 лет в 1678 г. получил чин бригадного генерала, а спустя три года он управляющий Прованса. Затем однако король в течение ряда лет не привлекает военачальника к службе, и тот решает поселиться в Ане, модернизировав замок. Клод Дего (фр. Claude Desgots), племянник Ленотра — инспектор Королевских зданий, осуществляет руководство по масштабной реконструкции как экстерьера, так и внутреннего устройства здания. В правом крыле на месте галереи Дианы он создаёт дополнительные жилые апартаменты, в левом — просторный вестибюль с новой роскошной лестницей. Окна 1-го этажа лишаются делормовских каменных импостов и превращены в двери, уничтожены знаменитые витражи и заменены простым стеклом, в простенках бельэтажа появляются ионические пилястры и декоративные трофеи, изменён уклон кровли и под ней устроены новые комнаты, полы из зелёных керамических плиток заменены чёрным и белым мрамором. К левому крылу пристроен дополнительный корпус соединённый полукруглой стеной с так называемым «павильоном Правительства». Новые интерьеры украшают художник-анималист Франсуа Депорт и Клод Одран, расписавший в 1690 г. гротесками апартаменты 1-го этажа.
Устройство садов с 1685 г. поручено А. Ленотру. Тот начинает со сноса окружающих замок сооружений: уничтожены оранжерея, вольеры, галерея, огибавшая сад. Перепад рельефа у замка используется для сооружения террас с партерами-бродери, вокруг которых вырыт Большой канал с каскадом. За ним веером расходятся аллеи, прорезающие лесопарк.
Гостеприимством маршала, во время его пребывания в Ане, пользовались многие знаменитости того времени, среди них маркиз де Данжо, Лафонтен, Кампистрон и Мольер. За десять лет Великий Дофин семь раз посещает Вандома. В сентябре 1686 г. его сопровождает почти весь двор. Восьмидневные празднования, устроенные хозяином по этому поводу, будут стоить владельцу замка более 100 000 ливров. В первый вечер Люлли ставит написанную специально для этого случая оперу «А́цис и Галатея», ставшую его последней премьерой. Затем последовали охота на волка, различные игры и бесконечные пиршества. Роскошная и расточительная жизнь, которую маршал Вандом ведет в замке в компании своего брата Великого Приора Мальтийского ордена, а также большие расходы на переустройство Ане, вынуждают владельца продать королю свой парижский особняк на улице Сент-Оноре. На его месте Ардуэн-Мансар создаст Вандомскую площадь.
Вновь призванный под знамёна короля, Вандом покроет себя славой и возвратит внуку Людовика XIV Мадрид. После непродолжительной болезни маршал скончался в Каталонии. В знак заслуг перед испанской монархией его похоронили в Эскориале. Вдова маршала (Мари-Анн де Бурбон-Конде) продолжает жить в Ане, завершая текущие строительные работы. Она вынуждена бороться с генеральным контролером финансов, стремящемся уничтожить княжеский статус сеньории Ане ради упрочнения монархии. Она умирает молодой в 1718 г., не оставив потомства.

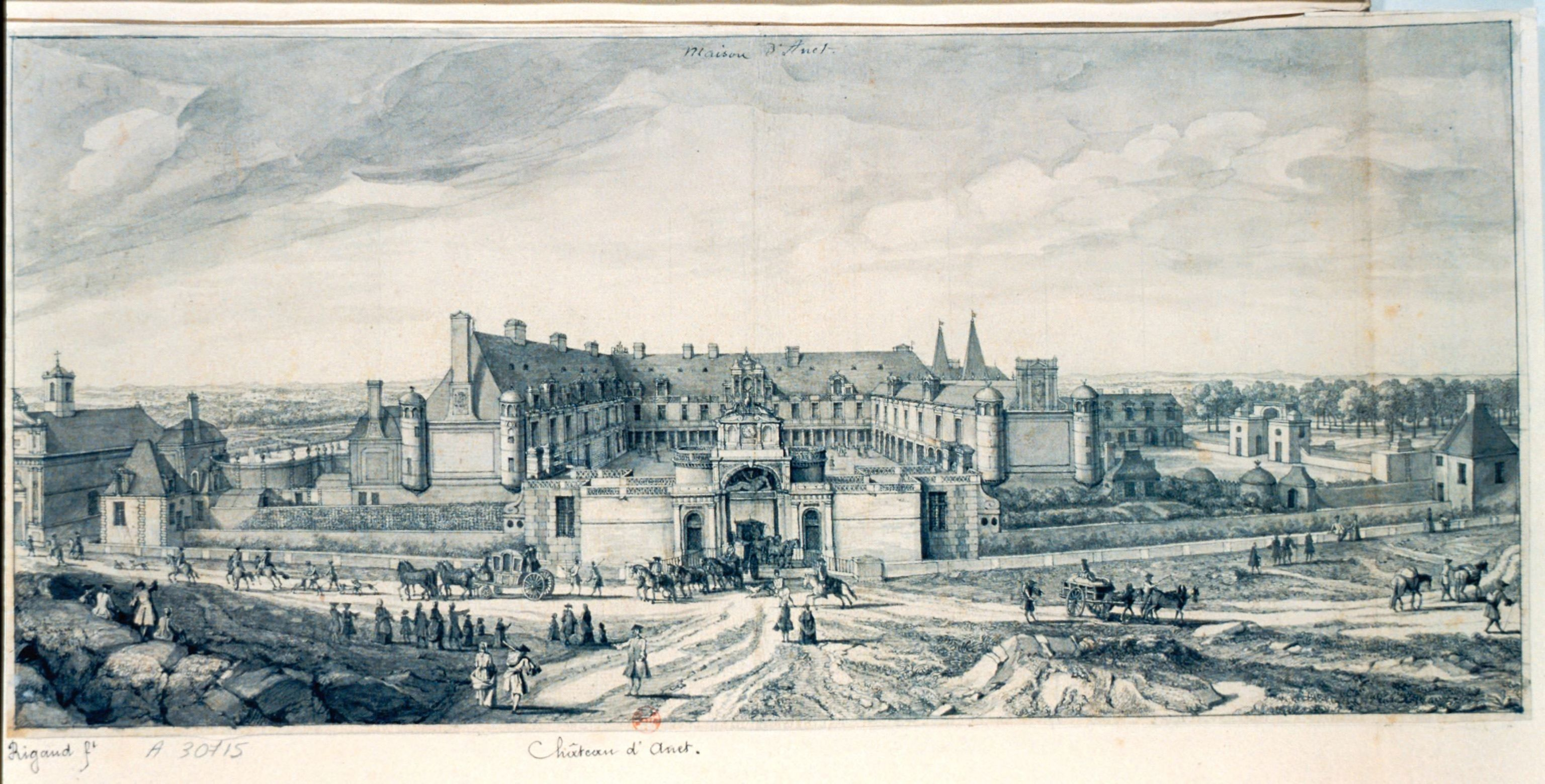
Замок Ане в XVIII в.

### Герцогиня дю Мэн и её сыновья
Принцесса Конде, мать герцогини Вандом, наследует дочери, но пользуется этим недолго — 1723 г. она скончалась. В течение девяти лет имущество остаётся выморочным, однако в конце концов возвращается к восьмой дочери принцессы Анне-Луизе-Бенедикте де Бурбон, герцогине дю Мэн. Для покрытия расходов по содержанию замка супруга сына короля и маркизы Монтеспан продаёт библиотеку Дианы де Пуатье (171 фолиант), пополненную её преемниками. Она продолжает дальнейшее переустройство дворца, приглашая вновь в 1733 г. Одрана и Кристофа Юэ, украсившего потолки нескольких салонов.
Когда герцогиня получила Ане, ей было уже около шестидесяти, времена, когда она блистала в свете, собирая вокруг себя настоящий двор остроумия, прошли. Однако герцогиня пытается создать литературный кружок у себя в замке. В 1746 г. у герцогини гостят Вольтер и маркиза дю Шатле. В следующем году они вновь посетят Ане и поставят здесь комедию к празднику Сен-Луи.
7 августа 1749 г. Людовик XV остановился в замке, у своей тётки и поклонился праху прабабки, и верхом через лес Дрё отправился в поместье Креси, приобретённое маркизой Помпадур.
За три года до смерти уже больная герцогиня делит имущество между двумя сыновьями. Старший Луи-Огюст де Бурбон, принц де Домб, получивший Ане и графство Дрё, с тех пор обустраивается в замке. Он старается поддерживать поместье в надлежащем порядке, сам проектирует и приказывает построить на берегу р. Эр водовзводную машину для поливки садов.
Принц умер в 1755 г. холостяком и не оставил потомков. Ане перешло к его брату, графу д’Э (фр. d'Eu).Тот использует замок, как охотничью резиденцию. Менее, чем за два года до смерти, в 1773 г. владелец договаривается о продаже бо́льшей части своего имущества, в том числе и Ане, Людовику XV за баснословную сумму 12 млн ливров, и составляет завещание, сделав основным наследником двоюродного брата, герцога де Пантьевр.

### Герцог де Пентьевр
Людовик XV умер незадолго до графа д’Э, не урегулировав покупку имущества последнего. Людовик XVI аннулирует слишком дорогостоящую для королевских финансов сделку. В 1775 году герцог вступает во владение княжеством Ане. Губернатор Бретани, Великий адмирал Франции, Пентьевр, наследовав своему кузену, объединяет в своих руками все земли, которые Людовик XIV подарил своим двум узаконенным сыновьям. Он становится самым богатым землевладельцем королевства.
При герцоге де Пентьевре замок хорошо содержится и не подвергается никаким изменениям. Когда начинается Революция, герцога де Пентьевра не беспокоят — столь велико уважение, которым он пользуется в самых широких слоях населения. Он умер в своём замке Бизи, около Вернона, в марте 1793 года, завещав свои владения единственной дочери, Луизе Марии Аделаиде де Пентьевр — супруге герцога Орлеанского.

### Опустошение
Через пять недель после кончины герцога де Пантьевра, на замок наложен секвестр. Такая ситуация продолжается в течение четырёх лет. Этим пользуются местные революционеры. В эпоху террора они захватывают погребальную капеллу, используя её как зал заседаний Революционного трибунала и для размещения Национальной гвардии. Тогда на фасаде появляются надписи «Смерть тиранам» и «Общественное благоденствие».18 июня 1795 г. группа санкюлотов под предводительством двух комиссаров комитета Общественного спасения Дрё разрушила могилу фаворитки Генриха II и двух её внучек. Останки выбросили в яму, вырытую рядом с апсидой капеллы.

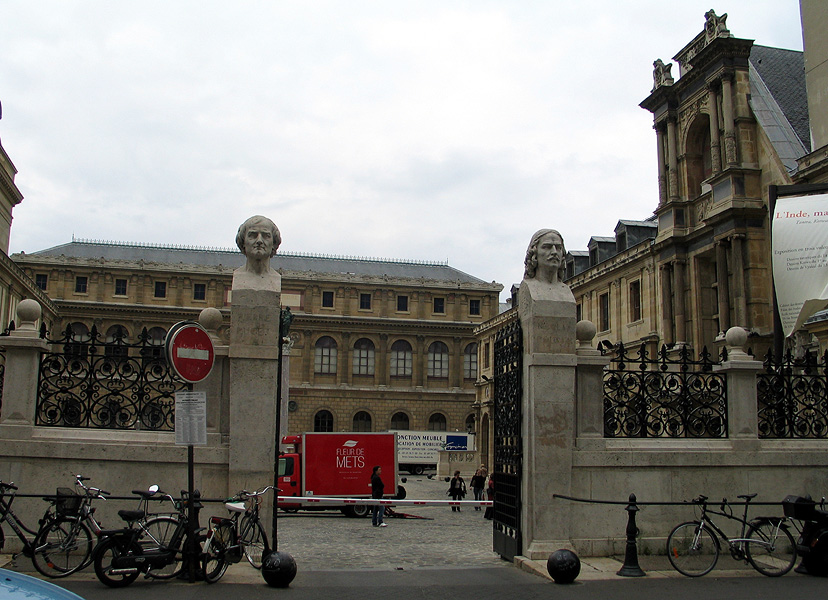
Школа изящных искусств в Париже. Справа виден портик замка Ане. Архитектор Ф. Делорм.

В конце января 1798 г, после депортации герцогини Орлеанской, замок выставлен на продажу администрацией департамента Эр-э-Луар. Сначала распродают обстановку. Затем земля разделена на четыре лота. Тот, что включал замок и сады, приобретён двумя перекупщиками участков за 3 200 000 франков, которые ради компенсации понесённых затрат распродают всё, что можно: сточные желоба, полы, камины, деревянные панели, двери и даже соскобленную позолоту.
Однако один любитель искусств сумел спасти часть сокровищ замка. Ещё в 1797 году Александр Ленуар, создатель Музея памятников Франции в Париже, смог добиться покупки государством большей части рассеянных элементов могилы Дианы. Надгробная статуя, саркофаг из чёрного мрамора, использовавшийся как корыто для кормёжки свиней на близлежащей ферме, алтарь работы Пьера Бонтана будут перевезены в Париж. Впоследствии, когда предприимчивые владельцы примутся за само здание, Ленуар постарается спасти от разрушения основные детали: фонтан «Диана с оленем», барельефы «Нимфа Ане» и «Летящие фигуры Славы» с портала и даже портик главного главного корпуса найдут пристанище в его музее (последний ныне в Школе изящных искусств). Именно по случаю этих приобретений, 29 октября 1802, Бонапарт, тогда Первый Консул, посетит замок прежде, чем отправится за несколько километров от Ане, на поле битвы Иври.
В 1804 году опустошённое жилище Дианы попадает в руки нового владельца, некоего Демонти (фр. Demonti), который сначала вырубил все деревья в парке, а затем принимается за снос зданий. Он взрывает центральный корпус и правое крыло. Чудом, не задевают часовни Делорма. Жители Ане не понимают причин этого варварского разрушения. Падение рабочего с кровли при демонтаже левого крыла в 1811 г. провоцирует спор рабочих с подрядчиком, который перерастает в настоящий бунт, угрожающий владельцу-вандалу, спасающемуся бегством. Это остановит дальнейшее разрушение. То, что осталось от замка, находится в заброшенном состоянии до тех пор пока в 1820 г. земля не выкуплена вдовствующей герцогиней Орлеанской.

### Реставрация
Герцогине не хватает времени, чтобы поднять Ане из развалин: она умирает 23 июня 1821, через девять месяцев после выкупа замка. Сын уклоняется от огромных расходов, требуемых на восстановление: он продаёт замок Луи Пасси, генеральному сборщику налогов департамента Эр, который в замке не живёт, довольствуясь тем, что застраивает стеной торец левого крыла, оставшийся после разрушения центрального корпуса открытым. В 1840 г. земли Ане наконец находят покупателя в лице графа Адольфа де Карамана (фр. Adolphe de Caraman), который, с большим энтузиазмом принимается приводить в порядок заброшенное жилище.
Он обживает павильоны и несколько комнат сохранившегося крыла. В 1844 г. де Караман приглашает известного архитектора Огюста Каристи (фр. Auguste Caristie), чтобы восстановить часовню и создать ей фасад, согласованный со стилем памятника. Работы, законченные в 1851 г., привлекают внимание министра внутренних дел, который в следующем году классифицирует как памятники истории часовню и портал и предоставляет владельцу существенную субсидию. Де Караман приступает затем к восстановлению главных ворот. Он размещает тимпане копию Нимфы Челлини, переведённую в Лувр после закрытия музея Ленуара, заменяет современными старые утраченные часы и восстанавливает на вершине здания скульптуры оленя и собак.
Старые сады Ленотра, заброшенные в течение шестидесяти лет и давно ставшие неузнаваемыми, превращаются в английский парк ландшафтными архитекторами Дени и Эженом Бюле. Однако в превратности судьбы вынуждают де Карамана в 1860 г. продать Ане Фердинанду Моро (фр. Ferdinand Moreau), депутату от департамента Сена и генеральному советнику департамента Эр-э-Луар, продолжившему дело предшественника.
Новый владелец привлекает сразу трех архитекторов. Комнаты украшаются мебелью, происходящей из замка и обнаруженной зачастую в прилегающем регионе. Так выкуплены кровать Дианы де Пуатье, которая использовалась в деревенской гостинице, буфеты, витражи, декоративные изделия и керамика, фолианты, гравюры. Четыре больших гобелена истории Дианы, вытканные в XVI в. для Ане, приобретены на аукционе в Париже.
В 1868 г. состоялась покупка Большого Парка и других прилегающих территорий, что помогает восстановить полностью часть садов, окружённую водой. Мельницы и маленькие мастерские, которые были установлены вдоль Большого канала, снесены, чтобы облагородить перспективу. В дальнейшем следует строительство больших служб, восстановление фонтана в мраморном бассейне в конце существующего крыла. В 1879 г. обнаруживается своды галереи, зарытой в землю уже двести лет назад и считавшейся разрушенной.

### Ане за последние сто лет
Наследники Ф. Моро продолжают постепенную реставрацию поместья. В 1-ю мировую госпожа де Лёсс (фр. de Leusse), дочь Ф. Моро, устроила в замке больницу Красного креста, где самоотверженно работает сама.
В июне 1940 г. монастырь кордельеров подвергается бомбардировке и исчезает в пламени пожара вместе с богатым собранием книг и мебели, содержавшимся в нём. Затем замок занят немецкими военными. В 1944 г., во время боёв Освобождения, бомбы, пощадили здание, но при подрыве вражеской бронетехники пострадало около тридцати гектаров лесопарка.
Реставрационные работы, прерванные войной, разворачиваются с новой силой и продолжаются по сей день. В 1965 г. в замке снимали начальные сцены фильма «Шаровая молния».

## Галерея владельцев Ане

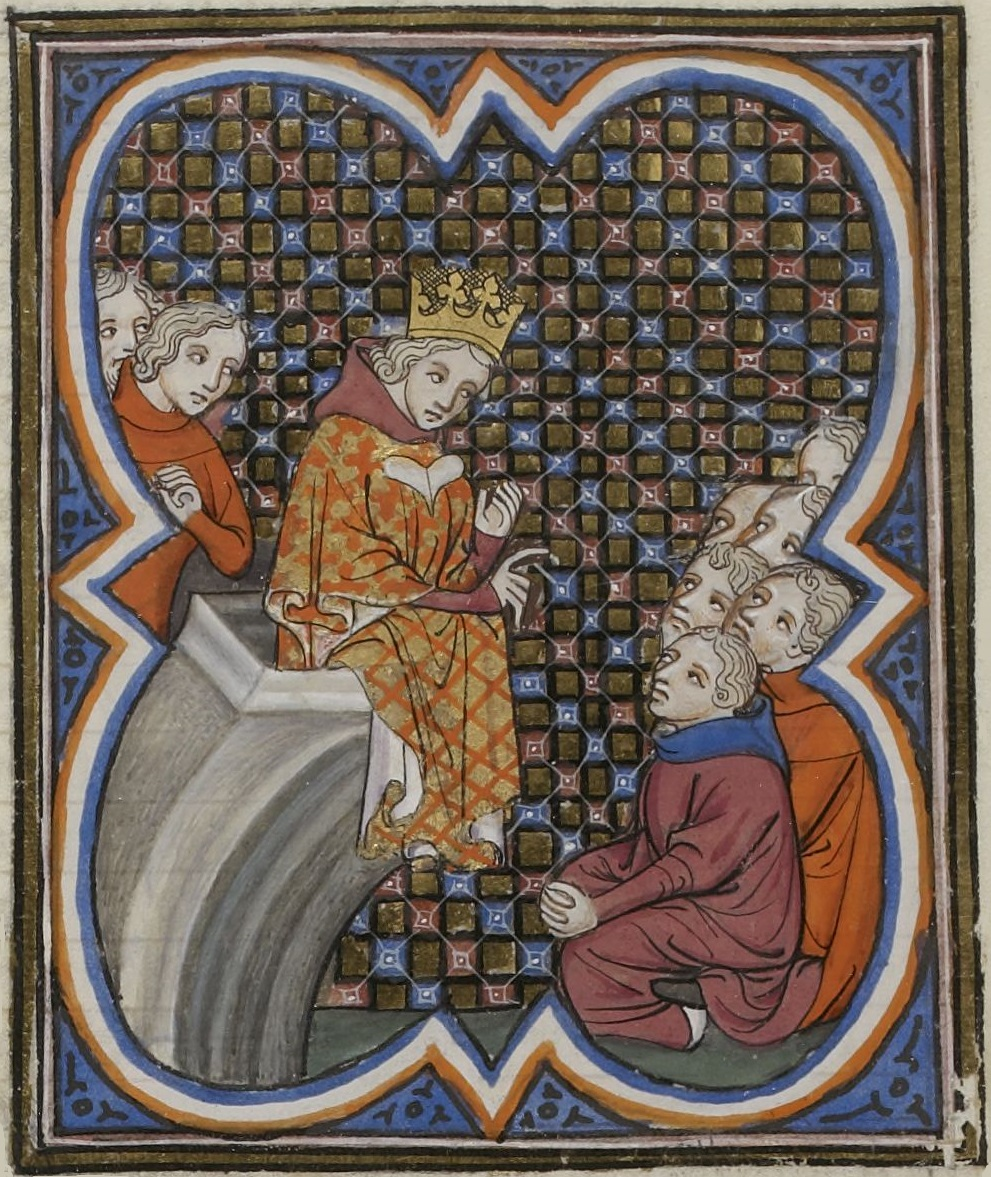
Карл Злой
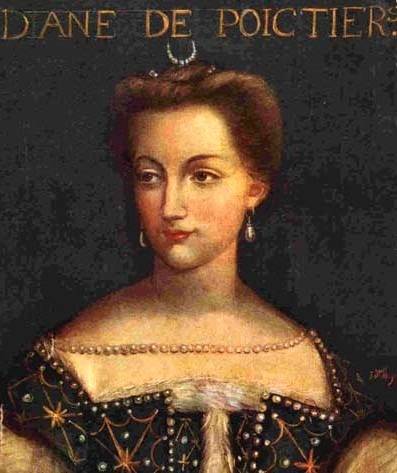
Диана де Пуатье
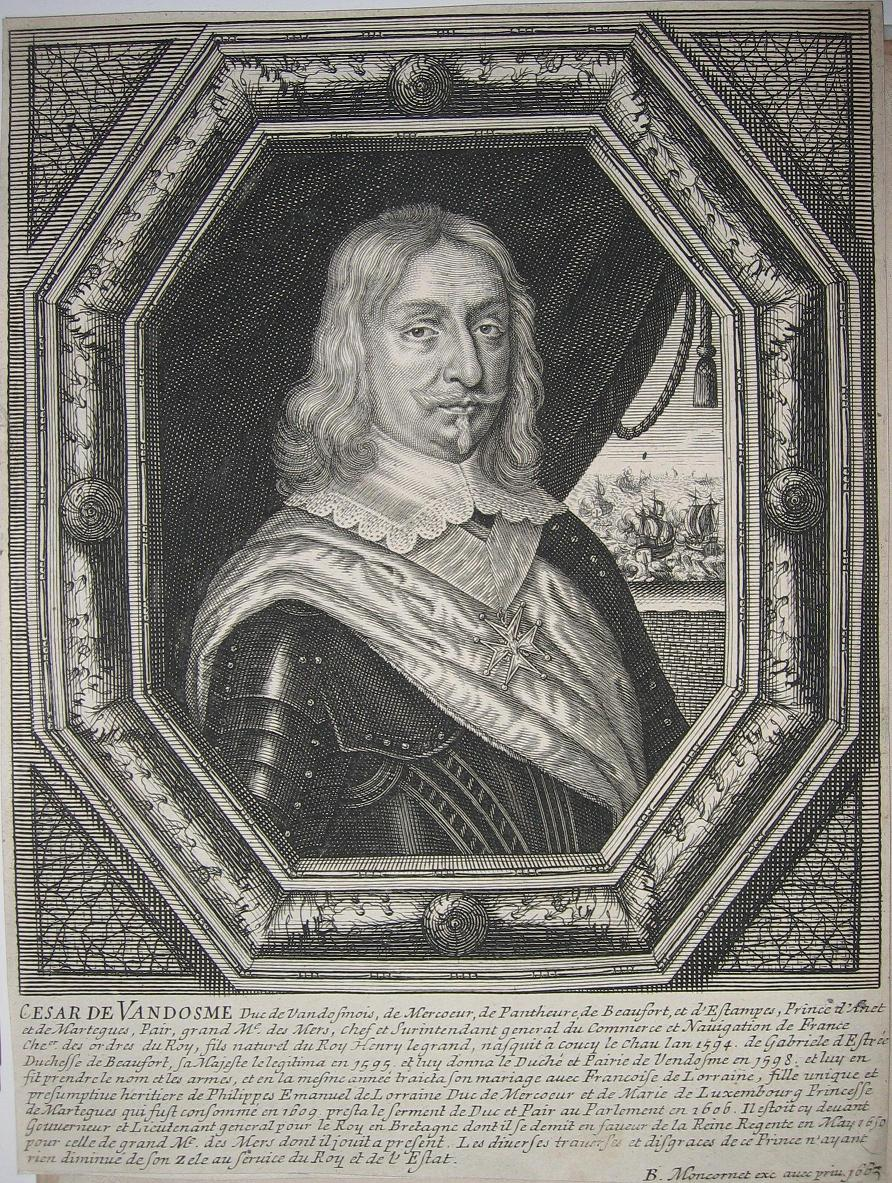
Сезар де Вандом
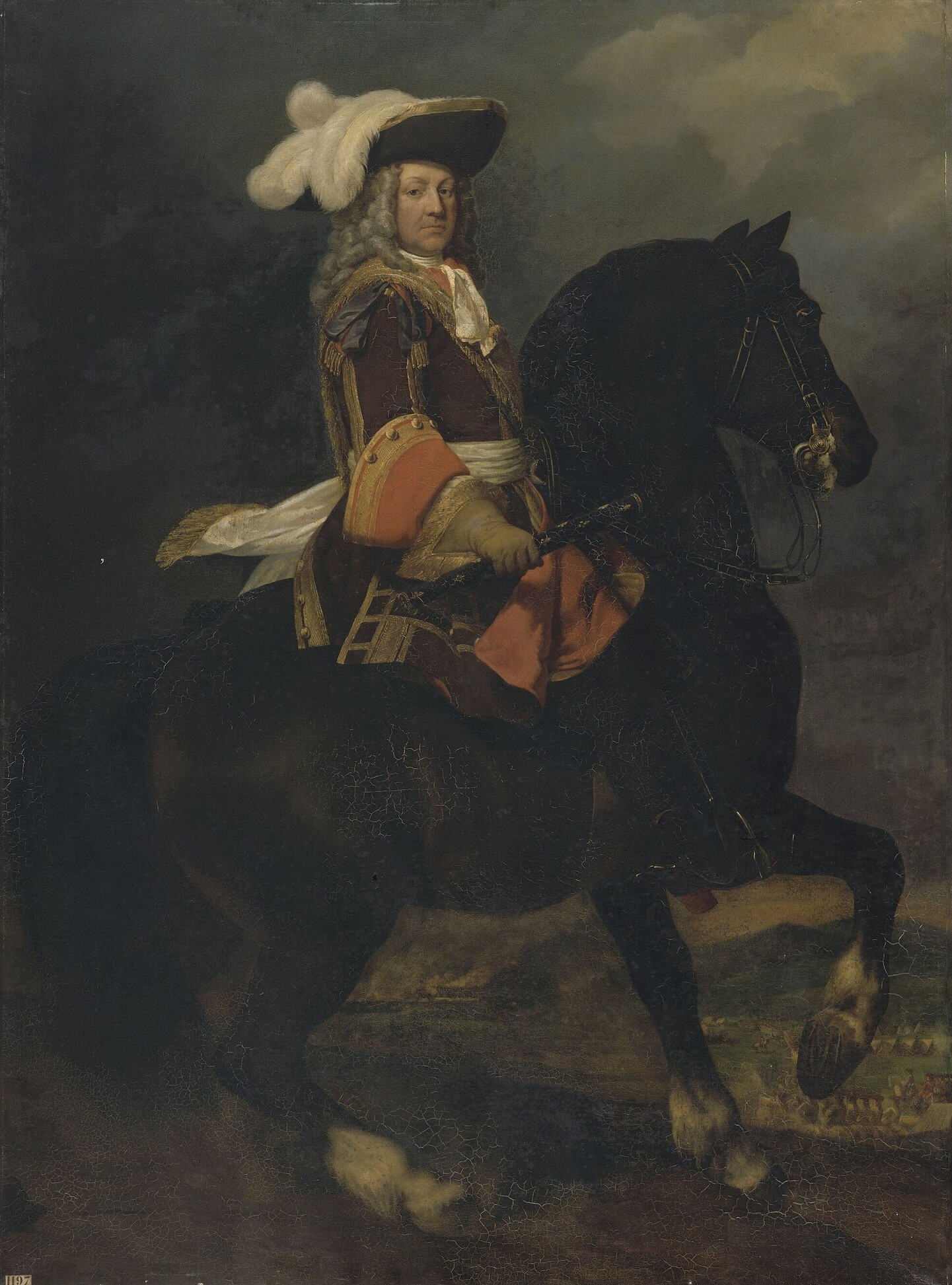
Маршал Вандом
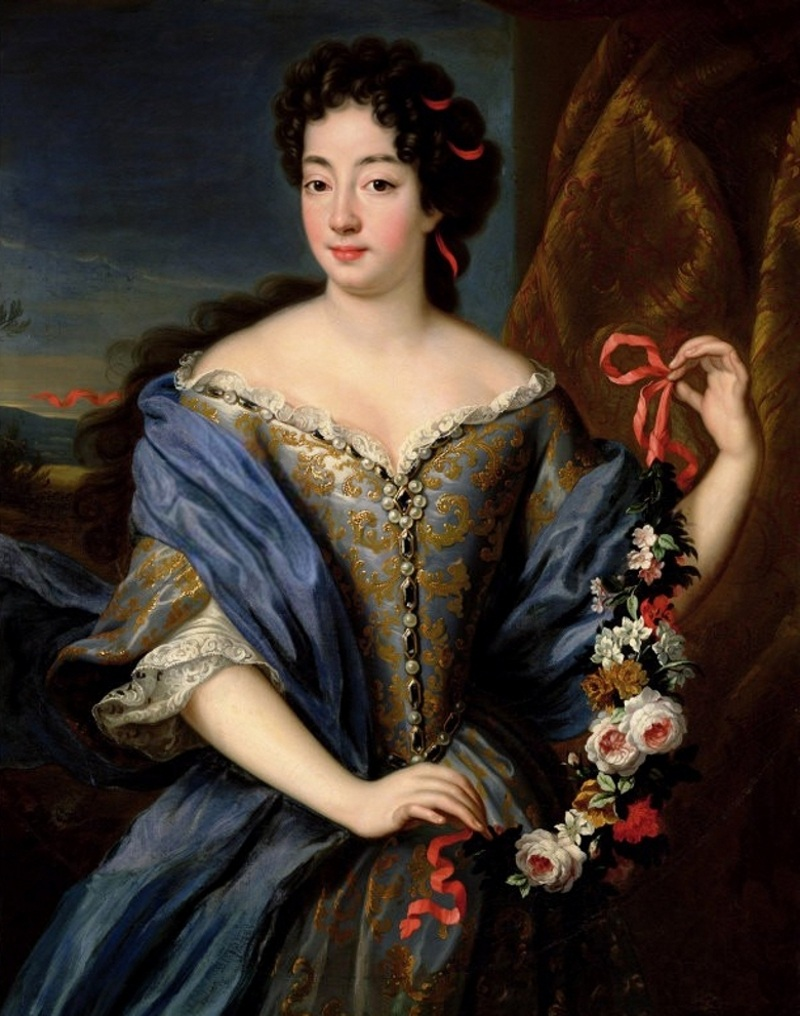
Анна Баварская, принцесса Конде
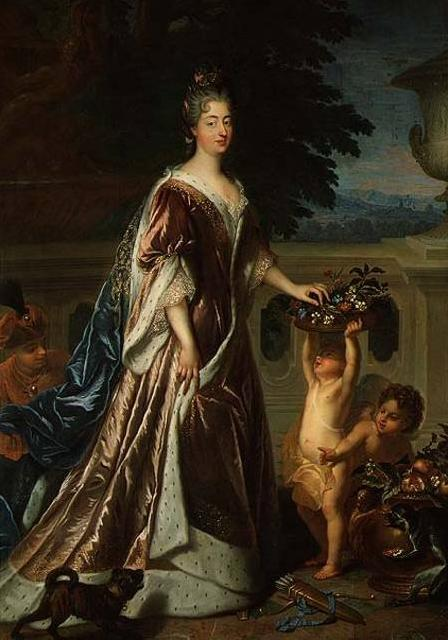
Герцогиня дю Мэн
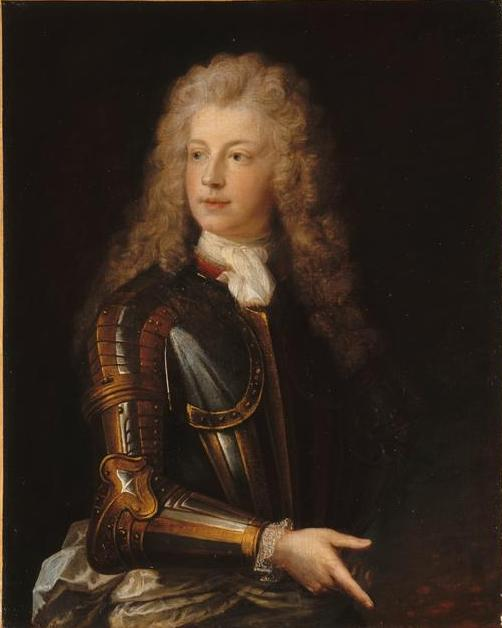
Принц де Домб
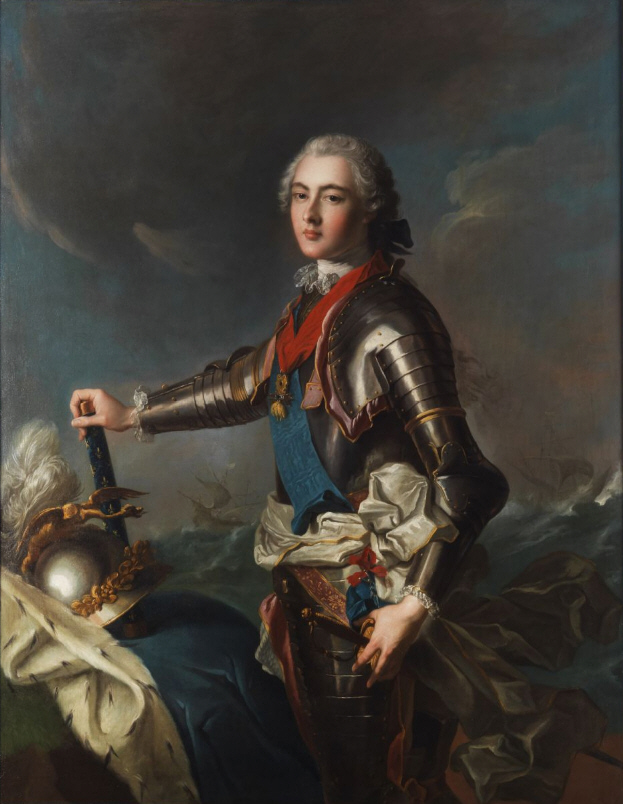
Герцог де Пантьевр
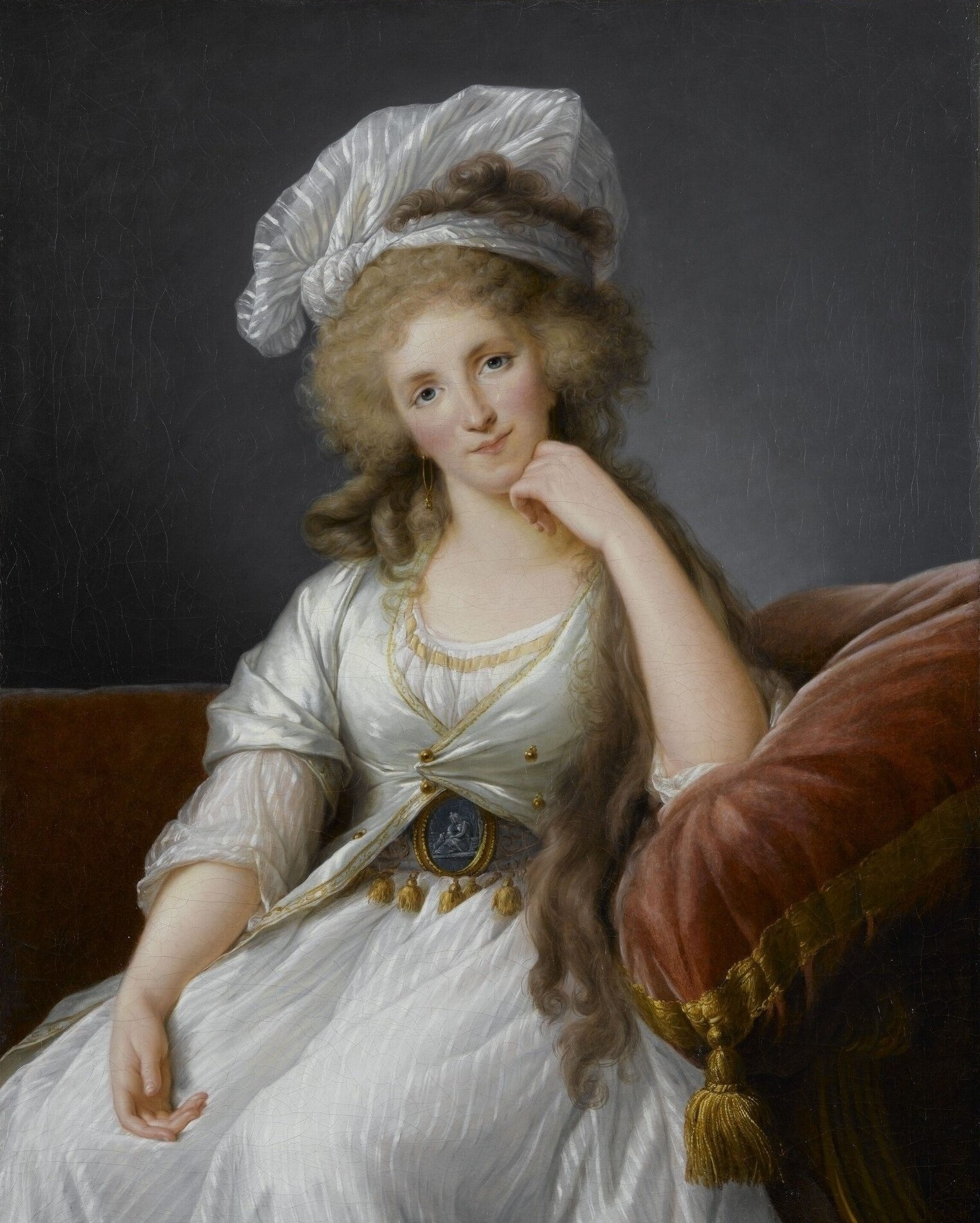
Герцогиня Орлеанская

## Архитектура

### Главный фасад комплекса
Главные ворота — триумфальная арка во славу богини охоты (реставрированы в 1951—1956 гг.). Над проездом на мраморной плите вырезана латинская надпись: «Phœbo sacrata est almae domus ampla Dianae Verum accepta cui cuncta Diana refert.» (Это великолепное жилище было посвящено Фебом прекрасной Диане, которая взамен предлагает всё то, что она получила)
Справа от портала надо рвом расположены кирпичные террасы, каменные завитки балюстрады которой рисуют вензель Дианы и Луи де Брезе. Террасы протянулись до «Павильона псовой охоты» (реставрирован в 1950 г.). Симметричный ему носит название «павильон Правительства», западные же террасы уступили место павильону, построенному герцогом Вандомом. Ряд строений замыкает погребальная капелла (реставрирована в 1959—1967 гг.).

### Замковая капелла

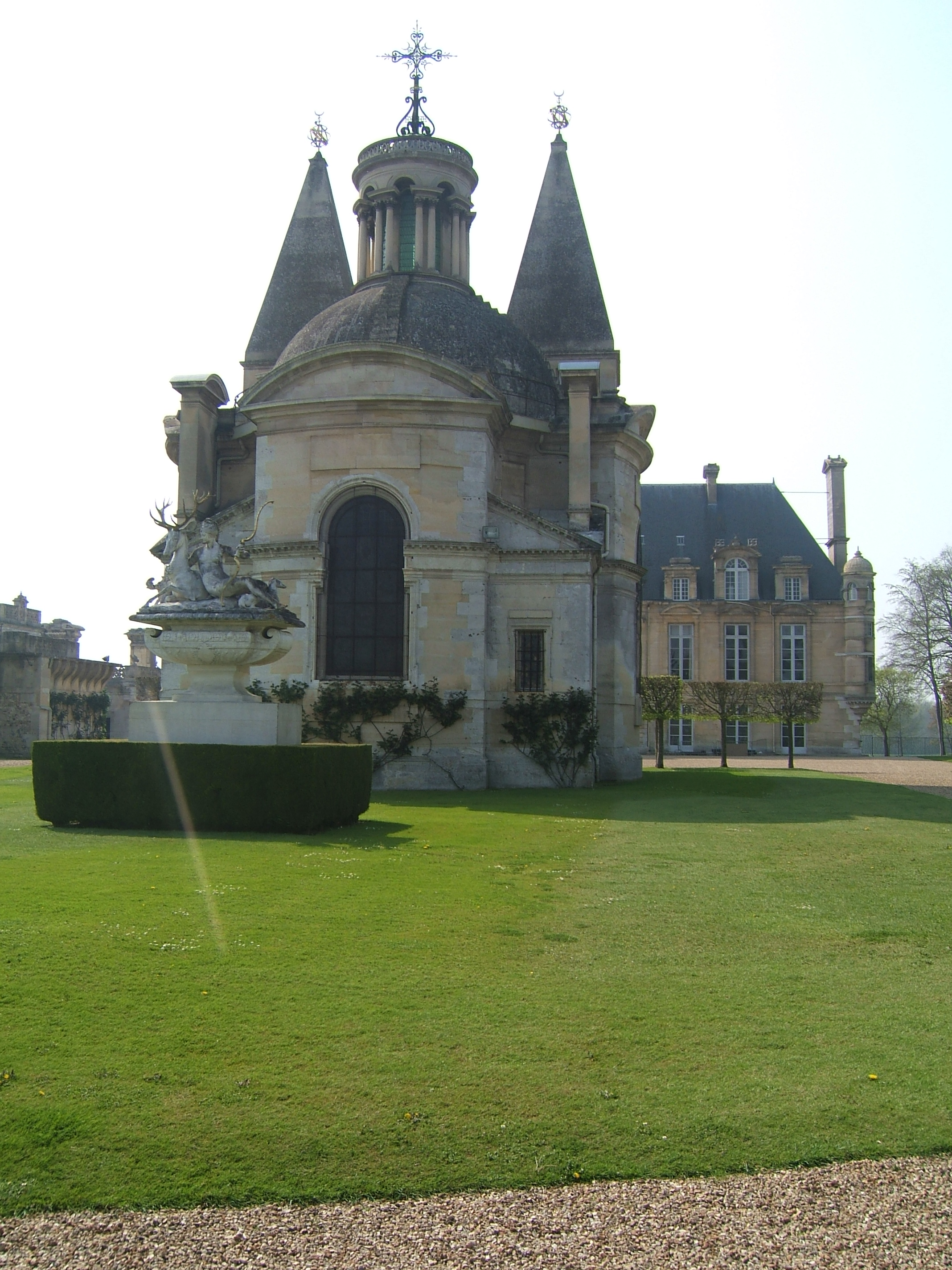
Капелла замка Ане. Архитектор Ф. Делорм.

За главными воротами сегодня справа расположена капелла, одна из любимых работ Ф. Делорма. План её имеет вид греческого креста. Кессонам купола, одного из первых строившихся во Франции, отвечает рисунок мраморного пола, в точности повторяя их проекцию, фонарю в центре соответствует розетка, выполненная из мрамора разрушенного дворца римских императоров. Барельефы, украшающие своды, выполнены мастером круга Ж. Гужона. Статуи двенадцати апостолов долгое время приписывали Жермену Пилону. Над входом сооружены хоры, с которых Диана де Пуатье слушала мессу. Малые двери, выходящие на паперть, сохранили резные панели с гербами короля и Дианы. В 1979 г. снова расположился в капелле выполненный по эскизам Ф. Делорма алтарь, оказавшийся в запасниках Лувра.

### Западный корпус
Западный корпус — единственное сохранившееся из образовывавших почётный двор крыло замка. Ныне для посещения открыта часть апартаментов. В интерьерах, в основном сохранивших отделку времён маршала Вандома, выставлена мебель XVI—XVIII вв., живопись 2-й школы Фонтенбло, керамика работы Бернара Палисси и Андреа делла Роббиа, скульптура Пюже, личные вещи Дианы, а также прядь её волос, похищенная при осквернении могил в 1795 г. революционерами. В одном из кабинетов 1-го этажа сохранился пол, выложенный зелёной плиткой, изготовленной в Руане керамистом Абакеном: в XVI в. при Диане такой кафель был по всему замку.
Зал Гвардии в бельэтаже украшен картинами, в том числе предполагаемым портретом Дианы де Пуатье работы Приматиччо, и гобеленами, иллюстрирующими Историю Дамы Оленя. Эти шпалеры, выполненные по приказу Генриха II, чтобы украсить Ане, сотканы по эскизам Жана Кузена в 1552—1555 гг..В маленькой угловой башенке сохранились оригинальные витражи, выполненными по эскизу Ж. Кузена.

### Погребальная капелла
Главный фасад, построенного из кирпича и камня здания, оформлен коринфскими пилястрами, обрамляющими дверь и две ниши со статуями Веры и Милосердия. Круглый проём над дверью окружают символические изображения Нового и Ветхого завета. Над антаблементом располагается скульптурная группа из фигур Слав на саркофаге с гербом Дианы. В центре однонефной сводчатой капеллы над криптой расположен кенотаф чёрного мрамора с фигурой коленопреклонённой молящейся Дианы де Пуатье, приписываемый П. Бонтану. Алтарь со сценой поклонения волхвов, с большей достоверностью является произведением этого мастера. Изуродованный в эпоху Революции, он первоначально нёс статую Девы Марии, покровительницы капеллы.